# Tyrzyn
Tyrzyn – wieś sołecka w Polsce położona w województwie mazowieckim, w powiecie garwolińskim, w gminie Maciejowice.
| SIMC    | Nazwa            | Rodzaj    |
| ------- | ---------------- | --------- |
| 1054624 | Czerwona Karczma | część wsi |
| 0680822 | Malwinów         | część wsi |
| 0680839 | Tyrzyn Dworski   | część wsi |

Wieś w ziemi stężyckiej w województwie sandomierskim w XVI wieku była własnością pisarza ziemskiego stężyckiego    Mikołaja Kłoczowskiego. W latach 1975–1998 miejscowość administracyjnie należała do województwa siedleckiego.
Wierni Kościoła rzymskokatolickiego należą do parafii Wniebowzięcia NMP we Wróblach-Wargocinie.
W Tyrzynie rozpoczyna się wał przeciwpowodziowy w województwie mazowieckim rzeki Wisła.
W maju 2020 r. w miejscowości została położona droga asfaltowa łącząca się z  drogą wojewódzką nr 801.